# Denticórneo
Denticórneo designa um animal (Animalia) cujas antenas ou cornos são denteados. Exemplos de animais com esta característica são os artrópodes, assim como os animais da classe Agnatha. Estes são os vertebrados mais primitivos. Denticórneo provém da junção de duas palavras: dente e córneo.

## Galeria

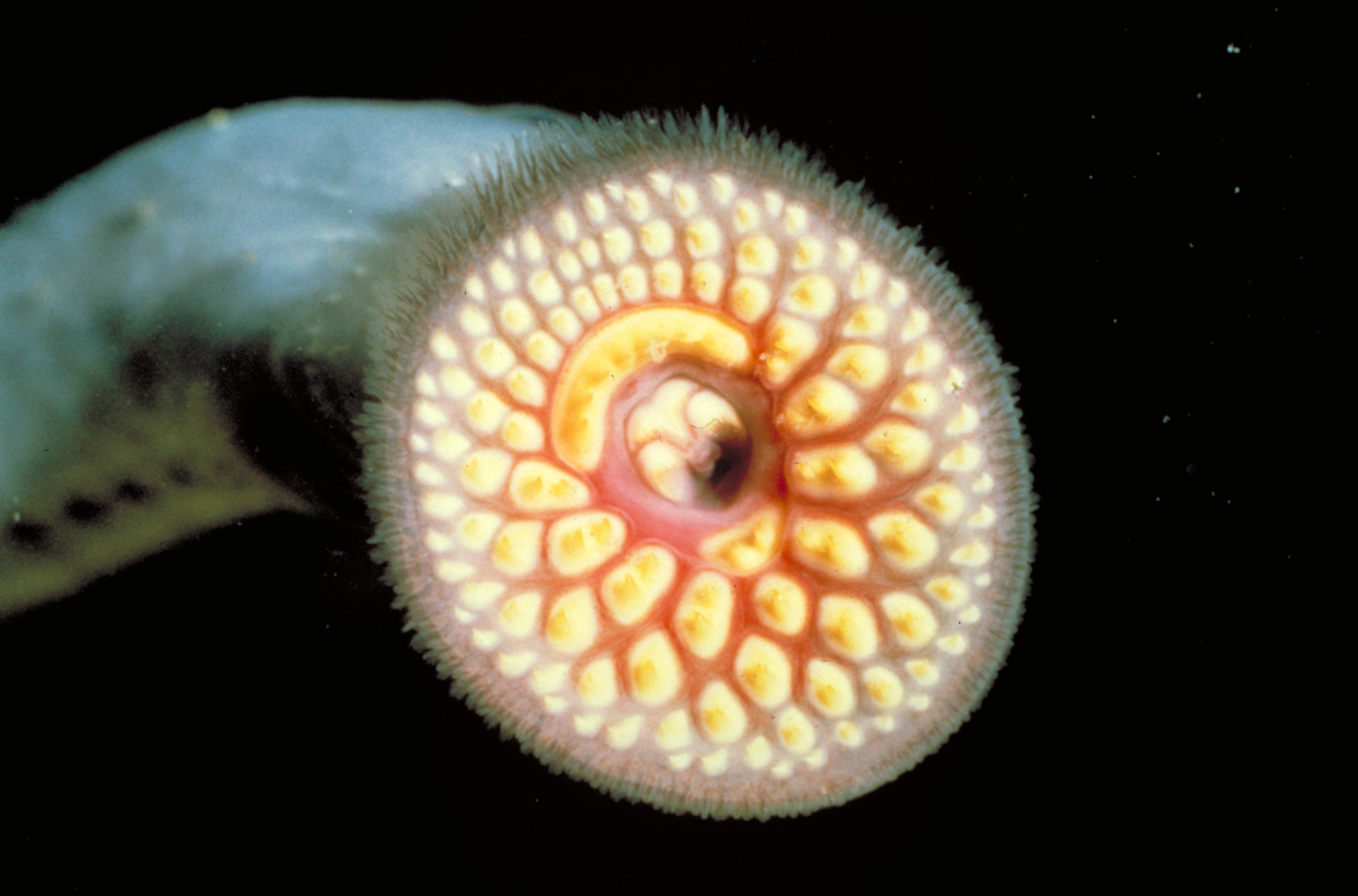
Denticórneo
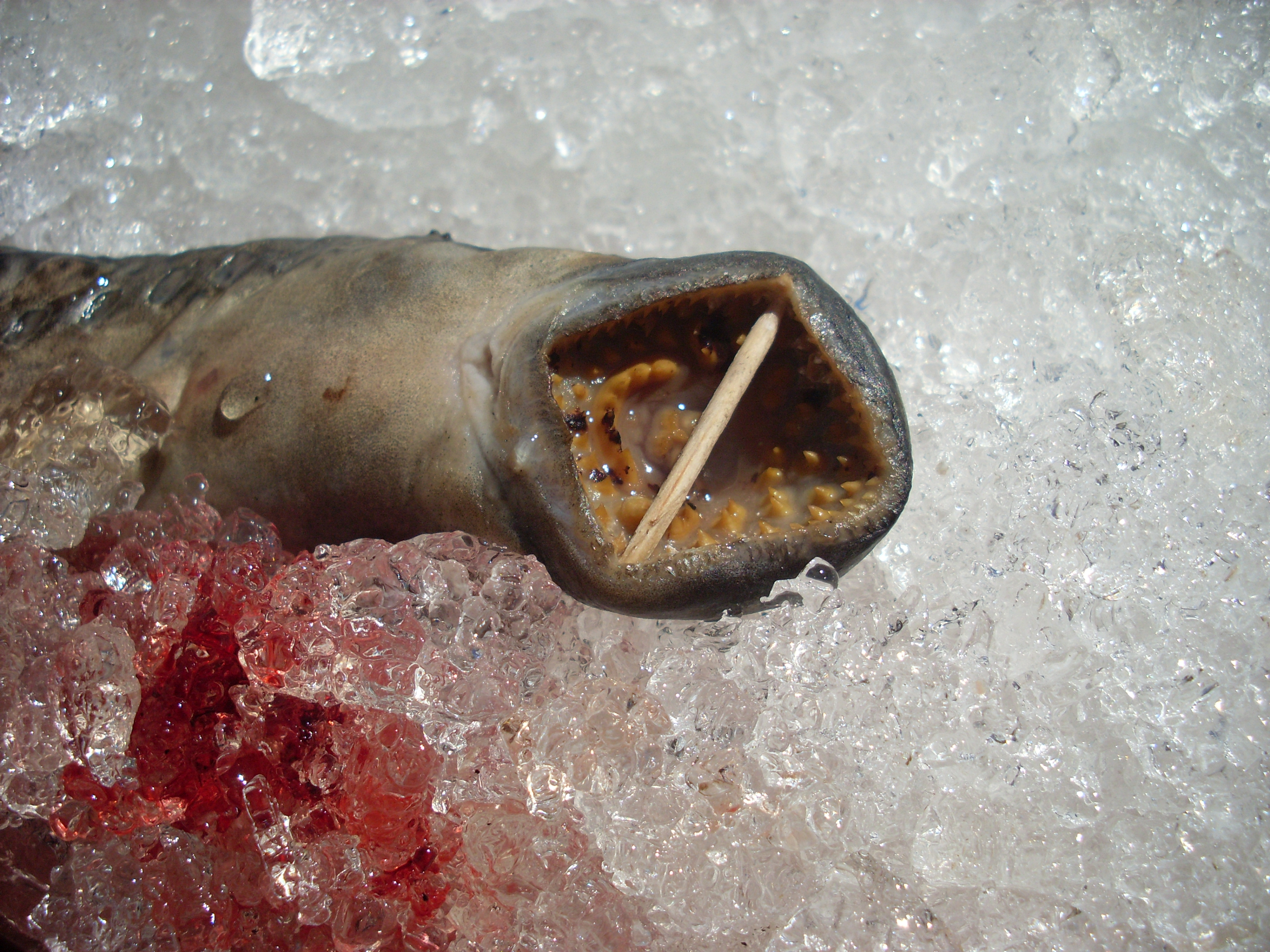
Denticórneo